# Bobby Kildea
Bobby Kildea (nascut el 14 de març de 1972) és un músic irlandès que toca el baix i la guitarra a la banda escocesa de twee pop Belle & Sebastian. Es va unir a la banda el 2001 per a substituir un dels membres fundadors, Stuart David, i havia tocat abans a la banda V-Twin. És l'únic membre de Belle & Sebastian procedent d'Irlanda del Nord i és conegut pel seu caràcter tranquil i el seu característic cabell llarg.
Tot i que se li ha aplicat el sobrenom de "Belfast", en realitat el seu lloc de naixement és Bangor, Irlanda del Nord.